# Silvio Traversa
Silvio Traversa (Roma, 6 maggio 1941) è un funzionario italiano.

## Biografia
Dopo la laurea in legge intraprese, a Montecitorio, la carriera di funzionario che lo portò sino alla carica di Segretario Generale aggiunto, conseguita insieme con Donato Marra dopo il collocamento a riposto di Vincenzo Longi nel 1989.
Docente di diritto costituzionale e di diritto parlamentare, alle Università di Catania prima e di Siena poi, fu nominato al Consiglio di Stato nel luglio 1994 dal Consiglio dei ministri.
Assunse la carica di Segretario Generale della Presidenza del Consiglio con il Governo Dini. 
Nel 1998 fu nominato membro dell'Autorità per le garanzie nelle comunicazioni. È segretario generale dell'ISLE.